# 神門善久
神門 善久（ごうど よしひさ、1962年 - ）は、日本の農学者・経済学者。現在、明治学院大学経済学部経済学科教授。学位は博士（農学）（京都大学）。総合規制改革会議の元専門委員（農林水産業、流通WG）。

## 経歴
- 1962年 - 島根県松江市に生まれる
- 1984年 - 京都大学農学部卒業
- 1994年 - 京都大学 博士（農学）。論文の題は「稲作経営と米価政策の計量分析」[2]。
- 1996年 - 明治学院大学経済学部助教授
- 2004年 - 総合規制改革会議の専門委員（農林水産業、流通WG）になる[1]。
- 2006年 - 明治学院大学経済学部教授、『日本の食と農 危機の本質』（NTT出版）で第28回サントリー学芸賞（政治・経済部門）受賞。
- 2013年 - 一橋大学経済研究所非常勤研究員

## 著書
- 『日本の食と農 危機の本質』NTT出版、2006
- 『偽装農家』飛鳥新社　2009
- 『さよならニッポン農業』日本放送出版協会 生活人新書 2010
- 『日本農業の正しい絶望法』2012 新潮新書 ISBN 4106104881

### 共著
- 『農業経済論 新版』速水佑次郎共著　岩波書店　2002